# Impatiens bicornis
Impatiens bicornis är en balsaminväxtart som beskrevs av L.Joseph och Bhaskar. Impatiens bicornis ingår i släktet balsaminer, och familjen balsaminväxter. Inga underarter finns listade i Catalogue of Life.